# Оккупация Джигинки
Оккупация Джигинки — временное занятие войсками вермахта села Джигинка Краснодарского края во время Второй мировой войны, длившееся с 30 августа 1942 г. по 26 сентября 1943 года.

## Предыстория
Селение Михаилсфельд, позднее Джигинка, было основано немецкими колонистами в 1868 г. Село было зажиточным, поэтому всегда было много желающих разных национальностей в нём поселиться. После 1912 г. в местной школе, построенной на средства общины, был открыт русскоязычный класс. К 1914 г. село было многонациональным, но с преобладанием коренных немцев. Задолго до оккупации все этнические немцы были депортированы из села по решению советского правительства.
Перед оккупацией село значительно пострадало от почти ежедневных бомбежек, основной целью которых была железная дорога, а в самом селе разместили раненых солдат советской армии. Исходя из данных о расстреле военнопленных в период оккупации, можно предполагать что не все из них были впоследствии эвакуированы. Осенью 1941 года из Новороссийска в Джигинку было направленно подкрепление для строительства оборонительных сооружений, включая противотанковый ров, однако, впоследствии, село было сдано без боя, а основные бои за Анапу развернулись на линии Гостагаевская — Благовещенская, 30 и 31 августа, уже после захвата Джигинки.

## Период оккупации
30 августа в село вошли оккупационные войска 17-й армии Вермахта. В течение оккупации село значительно пострадало от грабежа со стороны оккупационных войск: были тщательно разграблены все без исключения дома в поселке и даже кирпичные заборы были разобраны для ремонта дороги, а парк в центре села был вырублен на дрова. Население и военнопленных массово использовали на принудительных работах . В домах местных жителей были размещены солдаты армии Вермахта, а сами жители и отселённые из своих домов горожане Анапы, которых прислали на принудительные работы жили в подвалах и подсобных помещениях.
Кроме того, на территории села были совершены многочисленные военные преступления и преступления против человечества.
Согласно данным протокола опроса «граждан Джигинского сельского совета Варениковского района Краснодарского края, очевидцев зверств, творимых немецкими оккупантами на территории Джигинского сельского совета» от 31 марта 1944 года, (опрос проводил уполномоченный районный комитет «по расследованию зверств и бесчинств, творимых немецкими оккупантами над мирными советскими гражданами») расстрелы мирного населения начались на третий день после занятия села. Всего, по разным источникам, было расстреляно от 78 до 90 человек, включая 38 детей, и 7 военнопленных.
В числе прочих была расстреляна семья семья Меркуловых (муж и жена) по подозрению в сочувствии к партизанам. При этом значительно выражен этнический состав жертв: за исключением семьи Меркуловых и военнопленных, остальные установленные имена жертв говорят об их принадлежности к еврейской национальности.
Кроме того, были составлены списки ещё 15 семейств коммунистов и их семей, советского актива, которых расстрелять планировали, но не успели. Имущество расстрелянных забирали полицейские.
Оккупанты устраивали сексуальные оргии: полицейские ходили по домам, забирали девушек под видом проверки документов и свозили их в комендатуру, где подвергали изнасилованиям.
Очевидцы пережившие оккупацию сообщают о существовании четырёх мест внесудебных казней: большая партия пленных перед бегством фашистов была загнана ими в одно из ответвлений тоннеля-склада, после чего взрывом обрушили часть свода, заживо похоронив своих жертв. Другую группу загнали в сарай-кошару, находившийся где-то в районе современной улицы Виноградной, облили бензином и заживо сожгли. Чтобы заглушить крики — забросали кошару гранатами. Третьим местом массовой расправы стала балка, в которую сейчас упирается улица Розы Люксембург. Она на протяжении всего периода оккупации была местом расправ над евреями и советскими активистами.
Также обессилевших пленных казнили в районе современной фермы.

## Лагерь военнопленных
В Джигинке был и лагерь для военнопленных которые использовались для проведения строительных работ. В частности, для строительства подземного склада в районе окончания улицы Таманская. По сведетельствам очевидцев лагерь располагался на пустыре, вблизи пересечения улиц Таманская и Советская. Содержавшиеся в нём пленные использовались на принудительных работах, в частности, при строительстве подземного тылового склада, под улицей Таманская. Впоследствии, многие из них были похоронены заживо в одном из тоннелей этого склада.

## Виновные в преступлениях
Ответственными за все эти злодеяния являются: командующий 17-й немецкой армией, генерал-полковник Руофф, начальник штаба полковник Левинский, районный военный комендант обер-лейтенант Герман, начальник комендатуры № 1/805 полицейский Прилуцкий Николай, румынский офицер Попеско и их сообщники атаманы: Балан Михаил Борисович, Осадчий Борис Васильевич, начальник полиции Белый Григорий Степанович".

## Освобождение
22-23 сентября 1943 года начались бои по освобождению села Джигинка. В освобождении участвовали 414-я стрелковая грузинская дивизия, 89-я стрелковая армянская дивизия и 81-я стрелковая бригада. 25 сентября 1943 года советские войска перешли в решительное наступление. В этот же день оккупанты подожгли часть домов в посёлке и покинули его. 26 сентября 1943 года войсками 18-й армии под командованием генерал-лейтенанта К. Н. Леселидзе и 242 дивизия 56-й армии под командованием генерал-лейтенанта А. А. Гречко было завершено освобождение Джигинки от немецко-фашистских захватчиков, после чего село подверглось ожесточённым бомбардировкам немецкой авиации.

## Память
Несмотря на сообщения в прессе, о планируемой установке памятных знаковна сегодняшний день места массовых убийств никак не отмечены.

## Последствия
После оккупации село значительно пострадало от пожаров, грабежа и бомбёжек. Это во многом обусловило практически полное отсутствие в настоящее время домов довоенной постройки, за исключением кирхи. Кроме того, после депортации немцев и убийства евреев, в селе возник огромный дефицит рабочих. Вместе эти причины не могли не привести к голоду.
Из воспоминаний очевидцев:
Т. Старикова «Все улицы…были перекопаны. И не по одному разу. Каждый копал в надежде найти что-то съедобное — корешок какой, картофелину ли…Голодное было время… Сразу после занятий в школе, мы, школьники, отправлялись на работу в поле или на ферме…Работаешь так, что спины разогнуть некогда».
Полностью село восстановилось только в 1960-х гг., когда новый председатель колхоза, Б. Ревин, начал способствовать возращению выживших немцев из ссылки.